# Cnemotrupes viridiobscurus
Cnemotrupes viridiobscurus is een keversoort uit de familie mesttorren (Geotrupidae). De wetenschappelijke naam van de soort werd in 1866 gepubliceerd door Henri Jekel.